# Atrichopogon coracinus
Atrichopogon coracinus är en tvåvingeart som beskrevs av Jean-Jacques Kieffer 1917. Atrichopogon coracinus ingår i släktet Atrichopogon och familjen svidknott. Inga underarter finns listade i Catalogue of Life.